# Provinciale weg 788
De provinciale weg 788 (N788) is een weg in Nederland. De weg loopt van de A50 via Beekbergen naar Apeldoorn.

## Traject
De N788 begint op afrit 22 van de A50, kruist de N786 in Beekbergen en eindigt in de stad Apeldoorn. Over de gehele lengte hebben de woonhuizen aan de N788 de straatnaam Arnhemseweg. De A1 wordt bij de komgrens van Apeldoorn gekruist, maar geeft geen aansluiting op de N788. De weg is over de gehele lengte uitgevoerd als tweestrooksweg met vrijliggend fietspad. Het viaduct over de A50 (dubbel uitgevoerd, waarvan slechts 1 in gebruik als weg) en de doorgang onder de A1 zijn voorbereid voor een tweebaansweg met 2 rijstroken per rijrichting, maar de weg is verder niet als zodanig aangelegd. Binnen de bebouwde kommen van Beekbergen en Apeldoorn geldt een maximumsnelheid van 50 km/u, daarbuiten 80 km/u. Over het gehele traject is een inhaalverbod van kracht.
Langs het traject bevinden zich diverse campings, in Apeldoorn eindigt de weg tussen de kantorencomplexen van de Belastingdienst en Centraal Beheer.

## Geschiedenis
Oorspronkelijk was de huidige N788 een rijksweg, en tot het Rijkswegenplan 1968 onderdeel van Rijksweg 50, welke van Arnhem naar Zwolle verliep. Toen halverwege de jaren 70 duidelijk werd dat er een nieuwe autosnelweg ter vervanging zou worden aangelegd (de huidige A50) werd het oude tracé van Rijksweg 50 tussen Arnhem en Apeldoorn vernummerd in Rijksweg 850. Tussen 1976 en de openstelling van de A50 tussen Arnhem en Apeldoorn werd de weg bewegwijzerd als N50.
Uiteindelijk werd de weg in het kader van de Wet herverdeling wegenbeheer door het Rijk afgestoten en kwam het per 1 januari 1993 in beheer van de provincie Gelderland.
N23 · N34 · N224 · N225 · N229 · N233 · N271 · N301 · N302 · N303 · N304 · N305 · N306 · N307 · N308 · N309 · N310 · N311 · N312 · N313 · N314 · N315 · N316 · N317 · N318 · N319 · N320 · N322 · N323 · N324 · N325/A325 · N326/A326 · N327 · N329 · N330 · N331 · N332 · N333 · N334 · N335 · N336 · N337 · N338 · N339 · N340 · N341 · N342 · N343 · N344 · N345 · N346 · N347 · N348/A348 · N349 · N350 · N351 · N352 · N375 · N377

N418 · N701 · N702 · N703 · N704 · N705 · N706 · N707 · N708 · N709 · N710 · N711 · N712 · N713 · N714 · N715 · N716 · N717 · N718 · N719 · N720 · N727 · N731 · N732 · N733 · N734 · N735 · N736 · N737 · N738 · N739 · N740 · N741 · N742 · N743 · N744 · N745 · N746 · N747 · N748 · N749 · N750 · N751 · N752 · N753 · N754 · N755 · N756 · N757 · N758 · N759 · N760 · N761 · N762 · N763 · N764 · N765 · N766 · N768 · N781 · N782 · N783 · N784 · N785 · N786 · N787 · N788 · N789 · N790 · N791 · N792 · N793 · N794 · N795 · N796 · N797 · N798 · N800 · N801 · N802 · N803 · N804 · N805 · N806 · N810 · N811 · N812 · N813 · N814 · N815 · N816 · N817 · N818 · N819 · N820 · N821 · N822 · N823 · N824 · N825 · N826 · N827 · N830 · N831 · N832 · N833 · N834 · N835 · N836 · N837 · N838 · N839 · N840 · N841 · N842 · N843 · N844 · N845 · N846 · N847 · N848 · N852 · N855

Cursief vermelde wegen zijn voormalige provinciale wegen.